# تشارلز أ. ويفر
تشارلز أ. ويفر (بالإنجليزية: Charles A. Weaver)‏ هو مصرفي أمريكي، ولد في 11 أبريل 1845، وتوفي في 19 فبراير 1906.